# عبد الله محمد الصايدي
عبد الله محمد الصايدي  سياسي يمني عين وزيراً لوزارة الخارجية في حكومة خالد بحاح بتاريخ 7 نوفمبر 2014 ، وكان قد عمل «مندوب اليمن لدى الأمم المتحدة». وظل في منصبه حتى قدمت استقالتها في 22 يناير 2015، بعد انقلاب اليمن 2014 الذي قام به الحوثيون 
وعين الرئيس هادي رياض ياسين عبدالله قائماً باعمال وزير الخارجية خلفاً للصيادي.
| المناصب السياسية         | المناصب السياسية                   | المناصب السياسية        |
| ------------------------ | ---------------------------------- | ----------------------- |
| سبقه عبد الكريم الارياني | وزير الخارجية 2014 - 22 يناير 2015 | تبعه رياض ياسين عبدالله |